# Apaches (pel·lícula)
Apaches és una pel·lícula francesa de drama històric de 2023. S'ha doblat i subtitulat al català.

## Sinopsi
Finals del segle xix, París. Una jove lladregota de carrer, la Billie, és empresonada quinze anys després de ser acusada injustament de la mort d'en Ficelle, el seu germà, a causa del cap d'un grup criminal, en Jésus. Alliberada de la presó, decideix unir-se a la seva banda de lladres, els apaches, per venjar-se. No obstant això, cada cop sedueix més aquest entorn.

## Repartiment
- Alice Isaaz: Billie
- Niels Schneider: Jésus
- Rod Paradot: Polly
- Artus: Ours
- Émilie Gavois-Kahn: Berthe
- Bruno Lochet: Marius
- Rossy de Palma: Sarah Bernhardt
- Dominique Pinon: Gueule de bois
- Jean-Luc Couchard: la flotte
- Hugo Becker: Bel œil